# Leptenicodes gracilis
Leptenicodes gracilis är en skalbaggsart som först beskrevs av Fauvel 1906.  Leptenicodes gracilis ingår i släktet Leptenicodes och familjen långhorningar. Utöver nominatformen finns också underarten L. g. variivestris.